# イリア・トプリア
イリア・トプリア（グルジア語: ილია თოფურია、英語: Ilia Topuria、1997年1月21日 - ）は、ジョージアとスペインの総合格闘家。ドイツ・ノルトライン＝ヴェストファーレン州ハレ出身。クリメントクラブ所属。現UFC世界ライト級王者。元UFC世界フェザー級王者。UFCパウンド・フォー・パウンド・ランキング1位。ジョージア人及びスペイン人史上初のUFC世界王者。UFC史上10人目の二階級制覇王者。

## 来歴
ドイツのハレでジョージア人の両親との間に生まれた。7歳の時に両親の故郷であるジョージアに移住し、8歳の時にグレコローマンレスリングを始めた。15歳の時にスペインのアリカンテへ移住し、クリメントクラブで総合格闘技を始めた。

### 総合格闘技
2015年、18歳でプロ総合格闘技デビュー。BRAVE CFやCage Warriorsなどの団体で8戦全勝の戦績を残す。
2018年5月、ジョージア人として初めてブラジリアン柔術の黒帯を取得した。

### UFC
2020年10月11日、UFC初出場となったUFC Fight Night: Moraes vs. Sandhagenでユーセフ・ザラルと対戦し、3-0の判定勝ち。
2021年7月10日、UFC 264でライアン・ホールと対戦し、パウンドで1RKO勝ち。
2022年3月19日、UFC Fight Night: Volkov vs. Aspinallでジャイ・ハーバートとライト級契約で対戦。1Rに左ハイキックでダウンを奪われるも、2Rに右フックで失神KO勝ち。パフォーマンス・オブ・ザ・ナイトを受賞した。
2022年12月10日、UFC 282でフェザー級ランキング9位のブライス・ミッチェルと対戦し、肩固めで2R一本勝ち。2試合連続のパフォーマンス・オブ・ザ・ナイトを受賞した。
2023年6月24日、UFC on ABC: Emmett vs. Topuriaでフェザー級ランキング5位のジョシュ・エメットと対戦し、スタンドの攻防で終始圧倒して3-0（50-44、50-42、49-45）の5R判定勝ち。ファイト・オブ・ザ・ナイトを受賞した。

#### UFC世界フェザー級王座獲得
2024年2月17日、UFC 298のUFC世界フェザー級タイトルマッチで王者アレクサンダー・ヴォルカノフスキーに挑戦し、左右のコンビネーションから右フックでダウンを奪いパウンドで2RKO勝ち。ジョージア人およびスペイン人史上初となるUFC王座獲得に成功し、パフォーマンス・オブ・ザ・ナイトを受賞した。
2024年10月26日、UFC 308のUFC世界フェザー級タイトルマッチでフェザー級ランキング2位の挑戦者マックス・ホロウェイと対戦し、3Rに右ストレートを効かせ、追撃の左フックでダウンを奪いパウンドでKO勝ち。王座の初防衛に成功するとともにパフォーマンス・オブ・ザ・ナイトを受賞し、これまでキャリアを通してノックダウンすら喫したことのなかったホロウェイからKO勝ちを収めた初の選手となった。
2025年2月19日、ライト級転向に伴いUFC世界フェザー級王座を返上した。

#### UFC世界ライト級王座獲得・二階級制覇
2025年6月28日、UFC 317のUFC世界ライト級王座決定戦でライト級ランキング2位のチャールズ・オリベイラと対戦し、右ストレートと左フックのコンビネーションでダウンを奪いパウンドで1RKO勝ち。フェザー級に続いてライト級の王座獲得に成功するとともに、UFC史上初のキャリア無敗で、10人目となる二階級制覇を達成し、パフォーマンス・オブ・ザ・ナイトを受賞した。

## 人物・エピソード

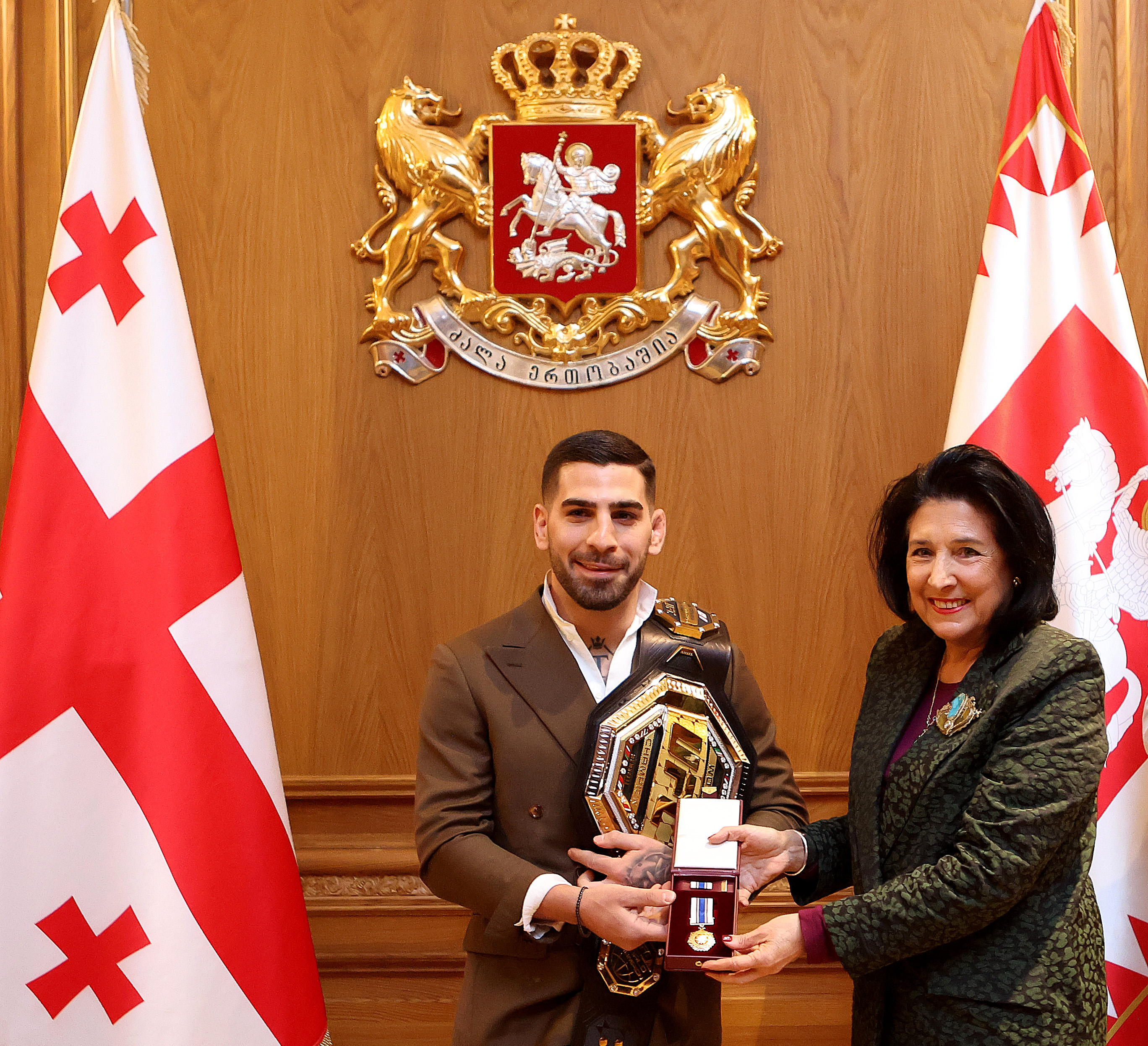
ジョージアのオルベリアニ宮殿でサロメ・ズラビシュヴィリ大統領から賞を授与されるトプリア（2024年）

- UFC 298で王者のアレクサンダー・ヴォルカノフスキーに勝利してUFC世界フェザー級王座を獲得したが、帰国後スペインのペドロ・サンチェス首相と面会した際に、念願であったスペイン国籍を授与された[12]。また、ラファエル・ナダル、イケル・カシージャス、ルイス・フィーゴ、セルヒオ・ラモス、アルバロ・モラタ、ルーカス・バスケス、ペドロ・ゴンサレス・ロペス、フェデリコ・バルベルデ、アンドレス・イニエスタ、マルク・マルケス、カルロス・アルカラス、カルロス・サインツ、アルベルト・コンタドール等の錚々たるスペインのスポーツ選手達から祝福や激励を受けた[13][14]。
- スペインのサッカークラブのレアル・マドリードは、トプリアのUFC世界王座獲得をSNSで祝福し、その後、トプリアは2024年2月25日にエスタディオ・サンティアゴ・ベルナベウで行われたレアル・マドリード対セビージャFCの名誉キックオフ（始球式）を務めた[15][16]。
- サッカー選手のセルヒオ・ラモスと親交があり、マックス・ホロウェイ戦とジョシュ・エメット戦にはラモス本人が試合会場へ応援に駆けつけ、また、ホロウェイ戦の計量セレモニーでトプリアはラモスを引き連れて登場した。一方でクリスティアーノ・ロナウドは、2024年10月19日に「トプリアは喋り過ぎだ。ヴォルカノフスキーは彼と対戦した時に万全の状態ではなかったと思う。彼はトップクラスの選手と戦っていなかった。もし彼がホロウェイを倒したら、私は彼を尊敬する」と発言し、トプリアは「あなたのような人が自信と傲慢さの区別をつけられないとは思わなかった」「今、リオネル・メッシはマイアミに住んでいるので、（マイアミで予定されている）次戦には彼を招待したい。メッシが存在する限り、ロナウドのことはどうでもいい」と反論している[17]。
- スペイン最大の日刊スポーツ新聞であるマルカは、紙面の一面がほぼ毎日レアル・マドリードに関するものであり、ビッグニュースでもない限り、他のチームやスポーツが一面を飾ることはないが、トプリアはUFC世界王座を獲得した際に一面を飾った[18]。また、トプリアは、アストンマーティンのマドリード支社からアストンマーティン DB12の贈呈を受けた[19]。
- トプリアは南オセチア紛争で家族を亡くしているが、パディ・ピンブレットがUFCでデビューする時にジョージア人ファイターのグラム・クタテラーゼから挑発されたことをきっかけにTwitterでトプリア等のジョージア人ファイター達と言い合いとなり[20]、「こいつらジョージア人はどれだけ馬鹿なんだ。ロシア人がこいつらの生命を脅かすのも無理もない」と南オセチア紛争を揶揄するようなツイートをしたことが物議を醸し[21]、ピンブレットはツイートを削除し謝罪したが、2022年3月にトプリアはロンドンのホテルでピンブレットと鉢合わせた際に殴りかかって乱闘寸前になった[22][23]。
- ガールフレンドとの間に2児を儲けている。また、実兄のアレクサンドル・トプリアも総合格闘家であり、2023年11月にUFCと契約した[24]。

### クリメントクラブ
- クリメントクラブは、トプリアが総合格闘技を始めたスペインの総合格闘技ジムで、元々は空手と柔道しか教えてなかったが、スペインの総合格闘技のパイオニア的存在で、ジムのオーナー兼ヘッドコーチであるホルヘとオグスティン・クリメント兄弟がブラジリアン柔術と総合格闘技を持ち込んだ[25]。
- トプリアは、グレコローマンレスリングをジョージアで始めたが、移住したスペインにはレスリング文化がなかったため、レスリングを続けられるジムを探していたところ、母親が偶然クリメント兄弟と知り合いジムを紹介された。

## 戦績
| 総合格闘技 戦績 | 総合格闘技 戦績 | 総合格闘技 戦績 | 総合格闘技 戦績 | 総合格闘技 戦績 | 総合格闘技 戦績 | 総合格闘技 戦績 |
| --------------- | --------------- | --------------- | --------------- | --------------- | --------------- | --------------- |
| 17 試合         | (T)KO           | 一本            | 判定            | その他          | 引き分け        | 無効試合        |
| 17 勝           | 7               | 8               | 2               | 0               | 0               | 0               |
| 0 敗            | 0               | 0               | 0               | 0               | 0               | 0               |

| 勝敗 | 対戦相手                           | 試合結果                                     | 大会名                                                               | 開催年月日     |
| ○    | チャールズ・オリベイラ             | 1R 2:27 KO（右ストレート&左フック→パウンド） | UFC 317: Topuria vs. Oliveira 【UFC世界ライト級王座決定戦】          | 2025年6月28日  |
| ○    | マックス・ホロウェイ               | 3R 1:34 KO（左フック→パウンド）              | UFC 308: Topuria vs. Holloway 【UFC世界フェザー級タイトルマッチ】    | 2024年10月26日 |
| ○    | アレクサンダー・ヴォルカノフスキー | 2R 3:32 KO（右フック→パウンド）              | UFC 298: Volkanovski vs. Topuria 【UFC世界フェザー級タイトルマッチ】 | 2024年2月17日  |
| ○    | ジョシュ・エメット                 | 5分5R終了 判定3-0                            | UFC on ABC 5: Emmett vs. Topuria                                     | 2023年6月24日  |
| ○    | ブライス・ミッチェル               | 2R 3:10 肩固め                               | UFC 282: Błachowicz vs. Ankalaev                                     | 2022年12月10日 |
| ○    | ジャイ・ハーバート                 | 2R 1:07 KO（右フック）                       | UFC Fight Night: Volkov vs. Aspinall                                 | 2022年3月19日  |
| ○    | ライアン・ホール                   | 1R 4:47 KO（パウンド）                       | UFC 264: Poirier vs. McGregor 3                                      | 2021年7月10日  |
| ○    | デイモン・ジャクソン               | 1R 2:38 KO（右ストレート）                   | UFC on ESPN 19: Hermansson vs. Vettori                               | 2020年12月5日  |
| ○    | ユーセフ・ザラル                   | 5分3R終了 判定3-0                            | UFC Fight Night: Moraes vs. Sandhagen                                | 2020年10月11日 |
| ○    | スティーブン・ゴンサルベス         | 1R 3:42 KO（右フック）                       | Brave CF 29                                                          | 2019年11月15日 |
| ○    | ルイス・ゴメス                     | 1R 1:15 腕ひしぎ三角固め                     | Brave CF 26                                                          | 2019年9月7日   |
| ○    | ブライアン・ボーランド             | 1R 4:29 アナコンダチョーク                   | Cage Warriors 94                                                     | 2018年6月16日  |
| ○    | ミカ・ハマライネン                 | 1R 3:35 ギロチンチョーク                     | CAGE 43                                                              | 2018年4月28日  |
| ○    | ジョン・グアリン                   | 2R 2:50 ギロチンチョーク                     | Mix Fights 【MFEフェザー級王座決定戦】                               | 2016年11月5日  |
| ○    | ダニエル・バスケス                 | 1R 1:50 リアネイキドチョーク                 | Mix Fights                                                           | 2016年7月5日   |
| ○    | カリル・マーティン                 | 1R 1:03 リアネイキドチョーク                 | Climent Show MMA 4                                                   | 2015年5月9日   |
| ○    | フランシスコ・ハビエル・アスプリラ | 1R 3:30 三角絞め                             | WCW West Coast Warriors                                              | 2015年4月4日   |

## 獲得タイトル
- MFEフェザー級王座（2016年）
- 第6代UFC世界フェザー級級王座（2024年）
- 第13代UFC世界ライト級王座（2025年）

## 表彰
- UFC パフォーマンス・オブ・ザ・ナイト（5回）
- UFC ファイト・オブ・ザ・ナイト（1回）